# Cana-verde
A cana-verde é uma modalidade de dança de pares de origem hispano-portuguesa. É popular em diversos estados do Brasil, onde também é conhecida como caninha-verde, apresentando variantes regionais em relação à música, à poética, à cantoria ou à coreografia.